# Russell Brain
Walter Russell Brain, pierwszy Baron Brain (ur. 23 października 1895, zm. 29 grudnia 1966) – brytyjski neurolog, autor podręcznika "Brain's Diseases of the Nervous System" i wieloletni wydawca czasopisma medycznego zatytułowanego "Brain". Jest też upamiętniony w eponimicznej nazwie odruchu Braina.